# Hans Mijnders
Hans Mijnders (Rhoon, 29 oktober 1958) is een Nederlandse schrijver. Naast schrijver was Mijnders ook directeur en parttime leraar op de Rehobothschool in Ridderkerk van 1988 tot 2024. Hans Mijnders won zes maal de EigenWijsPrijs in 2003, 2007, 2008, 2009, 2012 en 2013 voor respectievelijk De kracht van groep 8, Ff wachtuh, Apart, Bruggers, Chantage en Geen keus.